# Saison 1979-1980 du Montpellier Paillade Sport Club
Maillots
Chronologie
Saison précédente Saison suivante
La saison 1979-1980 du Montpellier PSC a vu le club évoluer en Division 2 pour la seconde saison consécutive.
Le club héraultais va réaliser un très mauvais début de championnat dans le groupe B de seconde division, ne lui permettant pas d'inquiéter les leaders auxerrois ou avignonnais et va terminer à une 8e place bien loin de ses ambitions du début de saison.
C'est en Coupe de France que les pailladins vont briller en atteignant les quarts de finale de la compétition et en éliminant notamment deux clubs de Division 1 avant de chuter en demi-finale face à l'AS Monaco.

## Déroulement de la saison

### Inter-saison
Pour cette seconde saison en Division 2 et en suivant la logique des saisons précédentes, une accession tous les deux ans, les objectifs de cette nouvelle saison sont bien entendu la montée en Division 1. 
Pour se faire le recrutement est encore une fois conséquent avec notamment l'arrivée de l'international Michel Mézy comme patron de l'équipe et de la défense héraultaise, mais avec également celles de Jacky Vergnes, José Pasqualetti, Christian Sarramagna, Régis Durand et Guy Formici qui profitera de la grave blessure de Henri Malabave pour s'installer dans les buts.

### Championnat
En championnat, la sauce a du mal à prendre avec les nouvelles recrues est le mauvais début de saison, 4 défaites en 6 matches éloigne dès les premiers mois, le club de son objectif principal.

### Coupes nationales
C'est la Coupe de France qui va particulièrement faire vibrer les pailladins lors de cette nouvelle saison. Pourtant déjà peu gâté par le sort avec deux clubs de Division 3 et un de Division 2 lors des quatre premiers tours de la compétition, le sort s'acharne est offre aux héraultais un huitième de finale face au RC Lens, pensionnaire de Division 1. Après un match épique perdu quatre buts à cinq au Stade Bollaert, c'est lors du match retour que Didier Sénac, buteur contre son camp, puis Jean-Louis Gasset vont offrir le premier scalp d'un club de l'élite au Montpellier PSC. 
En quart de finale, les hommes de Robert Nouzaret retrouve la terrible équipe de l'AS Saint-Étienne d'un certain Michel Platini. Après avoir tenu les verts en échec à la Mosson zéro partout, c'est une nouvelle fois Jacky Vergnes qui va débloquer la situation grâce à un but marqué dans le chaudron offrant ainsi la qualification aux pailladins.
L'histoire va cependant s'arrêter en demi-finale face à l'AS Monaco aux cours des prolongations du match retour alors que le Montpellier PSC joue avec 2 joueurs blessés sur la pelouse. En encaissant trois bus dans ses prolongations, les héraultais disent adieu à leurs rêves de finale qui aurait pu déboucher sur une qualification en coupe d'Europe historique pour un club de Division 2.

## Joueurs et staff

### Transferts
| Été 1979             |             |                           |                        |            |
| Nom                  | Nationalité | Transfert                 | Provenance/Destination | Division   |
| Arrivées             |             |                           |                        |            |
| Dominique Deplagne   | France      | Premier contrat pro       | INF Vichy              | Division 3 |
| Guy Formici          | France      | Transfert                 | Stade de Reims         | Division 2 |
| Régis Durand         | France      | Transfert                 | Stade lavallois        | Division 1 |
| Michel Mézy          | France      | Transfert                 | Nîmes Olympique        | Division 1 |
| Christian Sarramagna | France      | Transfert                 | AS Saint-Étienne       | Division 1 |
| Jacky Vergnes        | France      | Transfert                 | Girondins de Bordeaux  | Division 1 |
| José Pasqualetti     | France      | Transfert                 | Olympique d'Alès       | Division 2 |
| Patrick David        | France      | Transfert                 | FC Sète                | Division 3 |
| Philippe Javary      | France      | Transfert                 | AS Béziers             | Division 2 |
| Départs              |             |                           |                        |            |
| Christian André      | France      | Fin de contrat (Retraite) |                        |            |
| Franck Briollet      | France      | Fin de contrat (Retraite) |                        |            |
| Gérard Manet         | France      | Fin de contrat (Retraite) |                        |            |
| Jean-Marc Furlan     | France      | Transfert                 | Stade lavallois        | Division 1 |
| Joël Battaglione     | France      | Fin de contrat (Retraite) |                        |            |
| Serge Perruchini     | France      | Fin de contrat (Retraite) |                        |            |

| Hiver 1979-1980 |             |           |                        |                  |
| Nom             | Nationalité | Transfert | Provenance/Destination | Division         |
| Départs         |             |           |                        |                  |
| Hugo Curioni    | Argentine   | Transfert | Deportivo Toluca       | Primera División |

## Rencontres de la saison

### Division 2
| Tour       | Adversaire          | Lieu | Résultat | Buteurs du MPSC                                                                     |
| Journée 1  | US Tavaux           | Dom. | 1-2      | Jacky Vergnes                                                                       |
| Journée 2  | Sporting Toulon     | Ext. | 2-1      | Jacky Vergnes · José Pasqualetti                                                    |
| Journée 3  | Olympique d'Avignon | Dom. | 7-1      | Jacky Vergnes · Bernard Ducuing · Patrick Baldassara · Hugo Curioni · Mama Ouattara |
| Journée 4  | FC Gueugnon         | Ext. | 0-2      | -                                                                                   |
| Journée 5  | Toulouse FC         | Dom. | 1-2      | Bernard Ducuing                                                                     |
| Journée 6  | Olympique d'Alès    | Ext. | 1-2      | José Pasqualetti                                                                    |
| Journée 7  | AC Ajaccio          | Dom. | 3-0      | Jacky Vergnes · (c.s.c.) Buchi · Sauveur Agostini                                   |
| Journée 8  | SR déodatiens       | Ext. | 2-1      | Jacky Vergnes                                                                       |
| Journée 9  | Thionville FC       | Dom. | 2-0      | Hugo Curioni · José Pasqualetti                                                     |
| Journée 10 | CS Thonon           | Ext. | 2-0      | Sauveur Agostini · (c.s.c.) Duffour                                                 |
| Journée 11 | Paris FC            | Ext. | 1-1      | Jacky Vergnes                                                                       |
| Journée 12 | FC Mulhouse         | Ext. | 3-4      | Jacky Vergnes · Mama Ouattara · Sauveur Agostini                                    |
| Journée 13 | FC Martigues        | Dom. | 2-1      | Jean-Louis Gasset · Jacky Vergnes                                                   |
| Journée 14 | EDS Montluçon       | Ext. | 2-0      | Christian Sarramagna · Michel Granier                                               |
| Journée 15 | AS Béziers          | Dom. | 3-1      | José Pasqualetti · Jacky Vergnes · Bernard Ducuing                                  |
| Journée 16 | AS Cannes           | Ext. | 0-0      | -                                                                                   |
| Journée 17 | AJ Auxerre          | Ext. | 0-2      | -                                                                                   |
| Journée 18 | Sporting Toulon     | Dom. | 4-0      | Jacky Vergnes · Hugo Curioni                                                        |
| Journée 19 | Olympique d'Avignon | Ext. | 1-4      | Jacky Vergnes                                                                       |
| Journée 20 | FC Gueugnon         | Dom. | 1-1      | Christian Sarramagna                                                                |
| Journée 21 | Olympique d'Alès    | Dom. | 2-2      | José Pasqualetti · Michel Mézy                                                      |
| Journée 22 | AC Ajaccio          | Ext. | 2-2      | Sauveur Agostini · Bernard Ducuing                                                  |
| Journée 23 | SR déodatiens       | Dom. | 2-0      | Jacky Vergnes · Bernard Ducuing                                                     |
| Journée 24 | Thionville FC       | Ext. | 1-4      | Sauveur Agostini                                                                    |
| Journée 25 | CS Thonon           | Dom. | 0-0      | -                                                                                   |
| Journée 26 | Paris FC            | Dom. | 2-0      | Sauveur Agostini · Alain Hopquin                                                    |
| Journée 27 | Toulouse FC         | Ext. | 0-1      | -                                                                                   |
| Journée 28 | FC Mulhouse         | Dom. | 0-0      | -                                                                                   |
| Journée 29 | FC Martigues        | Ext. | 0-1      | -                                                                                   |
| Journée 30 | AS Béziers          | Ext. | 1-2      | Bernard Ducuing                                                                     |
| Journée 31 | AS Cannes           | Dom. | 4-1      | Jacky Vergnes · Christian Sarramagna                                                |
| Journée 32 | AJ Auxerre          | Dom. | 3-2      | Sauveur Agostini · Bernard Ducuing · Jacky Vergnes                                  |
| Journée 33 | EDS Montluçon       | Dom. | 0-0      | -                                                                                   |
| Journée 34 | US Tavaux           | Ext. | 0-2      | -                                                                                   |

### Coupe de France
| Tour            | Adversaire                    | Lieu | Résultat   | Buteurs du MPSC                                                       |
| 6e tour         | La Clermontaise (PHA)         | Ext. | 2-0        | Jacky Vergnes · José Pasqualetti                                      |
| 7e tour         | SO Millavois (Division 3)     | Dom. | 2-0        | Hugo Curioni · Jean-Louis Gasset                                      |
| 1/32e de finale | INF Vichy (Division 3)        | Dom. | 4-1        | Jacky Vergnes · Sauveur Agostini · José Pasqualetti                   |
| 1/16e de finale | FC Mulhouse (Division 2)      | Dom. | 4-0        | Mama Ouattara · Christian Sarramagna · José Pasqualetti               |
| 1/16e de finale | FC Mulhouse (Division 2)      | Ext. | 2-3        | Jacky Vergnes · Sauveur Agostini                                      |
| 1/8e de finale  | RC Lens (Division 1)          | Ext. | 4-5        | José Pasqualetti · Jacky Vergnes · Bernard Ducuing · Sauveur Agostini |
| 1/8e de finale  | RC Lens (Division 1)          | Dom. | 2-0        | (c.s.c.) Didier Sénac · Jean-Louis Gasset                             |
| 1/4 de finale   | AS Saint-Etienne (Division 1) | Dom. | 0-0        | -                                                                     |
| 1/4 de finale   | AS Saint-Etienne (Division 1) | Ext. | 1-1        | Jacky Vergnes                                                         |
| 1/2 finale      | AS Monaco (Division 1)        | Ext. | 1-2        | Jacky Vergnes                                                         |
| 1/2 finale      | AS Monaco (Division 1)        | Dom. | 2-4 (a.p.) | Mama Ouattara · Régis Durand                                          |

## Statistiques

### Statistiques collectives
| Compétition     | Débute au tour | Place ou tour final | Matches joués | Gagnés | Nuls | Perdus | Buts pour | Buts contre | Différence |
| Division 2      | -              | 8e                  | 34            | 14     | 8    | 12     | 55        | 42          | +13        |
| Coupe de France | 6e tour        | 1/2 finale          | 11            | 5      | 2    | 4      | 24        | 16          | +8         |
| Total           | -              | -                   | 45            | 19     | 10   | 16     | 79        | 58          | +21        |

### Statistiques individuelles
| Nat. | Nom         | Division 2 | Division 2  | Division 2 | Division 2   | Coupe de France | Coupe de France | Coupe de France | Coupe de France | Total | Total       | Total  | Total        |
| Nat. | Nom         | M.j.       | But inscrit | Averti     | Carton rouge | M.j.            | But inscrit     | Averti          | Carton rouge    | M.j.  | But inscrit | Averti | Carton rouge |
|      | Deplagne    | 1          | 0           | 0          | 0            | 0               | 0               | 0               | 0               | 1     | 0           | 0      | 0            |
|      | Formici     | 13         | 0           | 0          | 0            | 9               | 0               | 0               | 0               | 22    | 0           | 0      | 0            |
|      | Malabave    | 20         | 0           | 0          | 0            | 0               | 0               | 0               | 0               | 20    | 0           | 0      | 0            |
|      | Hopquin     | 8          | 1           | 0          | 0            | 6               | 0               | 0               | 0               | 14    | 1           | 0      | 0            |
|      | Carrabasse  | 1          | 0           | 0          | 0            | 0               | 0               | 0               | 0               | 1     | 0           | 0      | 0            |
|      | Maurin      | 4          | 0           | 0          | 0            | 0               | 0               | 0               | 0               | 4     | 0           | 0      | 0            |
|      | Kawa        | 2          | 0           | 0          | 0            | 0               | 0               | 0               | 0               | 2     | 0           | 0      | 0            |
|      | Baldassara  | 25         | 1           | 0          | 0            | 5               | 0               | 0               | 0               | 30    | 1           | 0      | 0            |
|      | Chauvry     | 1          | 0           | 0          | 0            | 0               | 0               | 0               | 0               | 1     | 0           | 0      | 0            |
|      | Pervelt     | 1          | 0           | 0          | 0            | 0               | 0               | 0               | 0               | 1     | 0           | 0      | 0            |
|      | Durand      | 27         | 0           | 0          | 0            | 8               | 1               | 0               | 0               | 35    | 1           | 0      | 0            |
|      | Alleman     | 1          | 0           | 0          | 0            | 0               | 0               | 0               | 0               | 1     | 0           | 0      | 0            |
|      | Mayot       | 19         | 0           | 0          | 0            | 6               | 0               | 0               | 0               | 25    | 0           | 0      | 0            |
|      | Edwige      | 1          | 0           | 0          | 0            | 0               | 0               | 0               | 0               | 1     | 0           | 0      | 0            |
|      | Gasset      | 33         | 1           | 0          | 0            | 5               | 2               | 0               | 0               | 38    | 3           | 0      | 0            |
|      | Ouattara    | 30         | 2           | 0          | 0            | 9               | 3               | 0               | 0               | 39    | 5           | 0      | 0            |
|      | Granier     | 16         | 1           | 0          | 0            | 6               | 0               | 0               | 0               | 22    | 1           | 0      | 0            |
|      | Mézy        | 31         | 1           | 0          | 0            | 9               | 0               | 0               | 0               | 40    | 1           | 0      | 0            |
|      | Ducuing     | 33         | 8           | 0          | 0            | 9               | 1               | 0               | 0               | 42    | 9           | 0      | 0            |
|      | Sarramagna  | 26         | 3           | 0          | 0            | 6               | 1               | 0               | 0               | 32    | 4           | 0      | 0            |
|      | Curioni     | 16         | 4           | 0          | 0            | 1               | 1               | 0               | 0               | 17    | 5           | 0      | 0            |
|      | Vergnes     | 32         | 19          | 0          | 0            | 10              | 7               | 0               | 0               | 42    | 26          | 0      | 0            |
|      | Pasqualetti | 32         | 5           | 0          | 0            | 10              | 4               | 0               | 0               | 42    | 9           | 0      | 0            |
|      | David       | 1          | 0           | 0          | 0            | 0               | 0               | 0               | 0               | 1     | 0           | 0      | 0            |
|      | Javary      | 1          | 0           | 0          | 0            | 0               | 0               | 0               | 0               | 1     | 0           | 0      | 0            |
|      | Agostini    | 32         | 7           | 0          | 0            | 9               | 3               | 0               | 0               | 41    | 10          | 0      | 0            |
|      | Tur         | 3          | 0           | 0          | 0            | 0               | 0               | 0               | 0               | 3     | 0           | 0      | 0            |

### Autres statistiques
| Meilleurs buteurs \| Joueur \| Total \| \| Jacky Vergnes \| 26 \| \| Sauveur Agostini \| 10 \| \| Bernard Ducuing \| 9 \| \| José Pasqualetti \| 9 \| \| Hugo Curioni \| 5 \| \| Mama Ouattara \| 5 \| \| Christian Sarramagna \| 4 \| \| Jean-Louis Gasset \| 3 \| \| Alain Hopquin \| 1 \| \| Michel Granier \| 1 \| \| Michel Mézy \| 1 \| \| Patrick Baldassara \| 1 \| \| Régis Durand \| 1 \| | Equipe type de la saison Malabave Ouattara Durand Mézy Baldassara Gasset Ducuing Sarramagna Agostini Pasqualetti Vergnes D'après les temps de jeu à leur poste. |  |
| Joueur | Total |  |
| Jacky Vergnes | 26 |  |
| Sauveur Agostini | 10 |  |
| Bernard Ducuing | 9 |  |
| José Pasqualetti | 9 |  |
| Hugo Curioni | 5 |  |
| Mama Ouattara | 5 |  |
| Christian Sarramagna | 4 |  |
| Jean-Louis Gasset | 3 |  |
| Alain Hopquin | 1 |  |
| Michel Granier | 1 |  |
| Michel Mézy | 1 |  |
| Patrick Baldassara | 1 |  |
| Régis Durand | 1 |  |

Buts
- Premier but de la saison :   Jacky Vergnes contre l'US Tavaux lors de la 1re journée de championnat
- Premier doublé :    Jacky Vergnes contre l'Olympique d'Avignon lors de la 2e journée de championnat
- Premier triplé :     Jacky Vergnes contre l'AS Cannes lors de la 31e journée de championnat
- Plus grande marge : 6 buts (marge positive) 7-1 contre l'Olympique d'Avignon lors de la 2e journée de championnat
- Plus grand nombre de buts dans une rencontre : 9 buts 4-5 contre le RC Lens lors de la 1/2 finale aller de Coupe de France